# CGV 명동역 씨네라이브러리
CGV명동역 씨네라이브러리(영어: CGV Myeongdong Station Cine Library)은 대한민국의 영화관이자 도서관이다. CGV명동과는 다른 지점이다.

## 연혁
- 2006년 4월 - 씨너스 명동으로 개관
- 2010년 8월 19일 - CGV명동역으로 개관
- 2015년 5월 1일 - 6개관에서 5개관 및 도서관으로 리모델링 후 CGV명동역 씨네라이브러리로 개관
- 2020년 10월 26일 - 코로나19 범유행으로 인해 영업 중단
- 2021년 2월 20일 - 재개관

## 시설

### 상영관
총 5관으로 구성되어 있으며 모든 관이 CGV의 아트하우스관이다.

### 씨네라이브러리
영화 관련 자료 도서관으로, 강연, 전시회 등 각종 행사가 개최된다.